# شراقوة (دسوق)
شراقوة، عزبة تابعة للوحدة المحلية بقرية كفر العرب، التابعة لمركز دسوق، التابع لمحافظة كفر الشيخ في جمهورية مصر العربية.